# 金斗鉉
金 斗鉉（キム・ドゥヒョン、朝鮮語: 김두현、1926年9月25日 - 2025年4月22日）は、大韓民国の裁判官、弁護士、政治家。第30代大韓弁護士協会会長、第7代韓国国会議員を歴任。
本貫は金海金氏。号は嘉松。キリスト教徒。

## 経歴
日本統治時代の忠清南道唐津郡出身。1950年、高麗大学校法科大学卒。ハーバード大学招請客員学者、韓国陸軍の軍法務官、ソウル地方法院判事（1957年）、ソウル高等法院判事（1960年）、大邱高等法院部長判事（1965年）、ソウル大学校司法大学院講師、ソウル特別市労働委員会委員長、ソウル特別市・国税庁法律顧問、民主共和党予算審議特別分科委員・政策委員・中央委員・人権擁護委員、民主共和党所属の第7代国会議員（1967年の第7代総選挙で唐津郡選挙区から選出）、国際法律家協会会長、大韓弁護士協会副会長（1976年）・第30代会長（1981年）、第8代韓国法学院院長、世界法大会韓国協会長、世界法律家協会アジア協会長、言論仲裁委員会委員長（1993年・1996年）、大韓仲裁員協会委員長（1999年）、ソウル・漢陽カントリークラブ理事長、大韓民国憲政会副会長を歴任した。
奨学事業にも熱心で、1976年より鍾根堂高村財団の役員を、1990年より第2代理事長を務めてきた。2024年退任するまでは結核撲滅活動を顕彰する「高村賞」や無償寮である「高村学舎」の設立などの業績を達成した。
2025年4月22日に死去。享年99。